# Hovens Odde
Hovens Odde (Houens Odde) er en tange beliggende mellem Gudsø Vig og Eltang Vig, i Eltang Sogn, omkring seks kilometer øst for Koldings centrum.
Tangen er karakteristisk ved de skovklædte stejle skrænter og Hovens Skov, med spidsen ragende ud i Kolding Fjord.
Hele tangen er i 2011 ejet af KFUM-spejderne i Danmark, som har et spejdercenter på odden.

## Ekstern henvisning
- Kolding Kommunes hjemmeside, Houens Odde (Webside ikke længere tilgængelig)

55°31′00″N 09°35′00″Ø / 55.51667°N 9.58333°Ø